# Gymnadenia densiflora
Gymnadénie à fleurs denses
Espèce
Statut CITES
Gymnadenia densiflora, la Gymnadénie à fleurs denses, est une espèce de la famille des Orchidaceae.

## Systématique
Le nom correct complet (avec auteur) de ce taxon est Gymnadenia densiflora (Wahlenb.) A.Dietr..
Le basionyme de ce taxon est : Orchis conopsea densiflora Wahlenb.
Ce taxon porte en français les noms vernaculaires ou normalisés suivants : Gymnadénie à fleurs denses, Gymnadénie à épi dense, Orchis à fleurs denses,.
Gymnadenia densiflora a pour synonymes :
- Gymnadena densiflora (Wahlenb.) A.Dietr.
- Gymnadenia conopsea f. densiflora (Wahlenb.) Neuman
- Gymnadenia conopsea f. friesica (Schltr.) Soó
- Gymnadenia conopsea subsp. densiflora (Wahlenb.) Hartm.
- Gymnadenia conopsea subsp. densiflora (Wahlenb.) K.Richt.
- Gymnadenia conopsea subsp. densiflora E.G.Camus & A.Camus
- Gymnadenia conopsea var. densiflora (Wahlenb.) Hartm.
- Gymnadenia conopsea var. densiflora (Wahlenb.) Lindl.
- Gymnadenia conopsea var. friesica Schltr.
- Gymnadenia densiflora var. friesica (Schltr.) L.Lewis
- Habenaria conopsea var. densiflora (Wahlenb.) Wittr. & Juel
- Habenaria gymnadenia var. densiflora (Wahlenb.) Druce
- Orchis conopsea var. densiflora Wahlenb.
- Orchis densiflora (Wahlenb.) Pers.
- Orchis densiflora Wahlenb.
- Satyrium conopseum var. densiflorum (Wahlenb.) Wahlenb.